# Guglielmo I di Bures
Guglielmo I di Bures (... – 1142) è stato un cavaliere medievale francese, crociato originario di Bures-sur-Yvette, nell'Île-de-France, principe di Galilea e signore di Tiberiade dal 1120 sino alla morte.
Arrivò nel Regno di Gerusalemme prima del 1115 con suo fratello Goffredo, erano vassalli di Joscelin I di Edessa.
Nel 1119 presero parte ad una razzia in territorio turco, oltre il fiume Giordano, dove Goffredo fu ucciso.
Guglielmo divenne Principe di Galilea quando Joscelin assunse il titolo di Conte di Edessa.
Quando Eustachio I de Grenier morì nel 1122, e mentre Baldovino II di Gerusalemme era tenuto prigioniero, egli divenne connestabile e reggente del Regno. 
Nel 1127-8 egli fu inviato in Francia, insieme ad Ugo dei Pagani, con l'incarico di trovare un marito per l'erede al trono, la figlia di Baldovino, Melisenda di Gerusalemme.
Guglielmo morì senza figli e gli successe, come Principe di Galilea, Elinardo, il figlio di suo fratello Goffredo.